# STAR szavazás

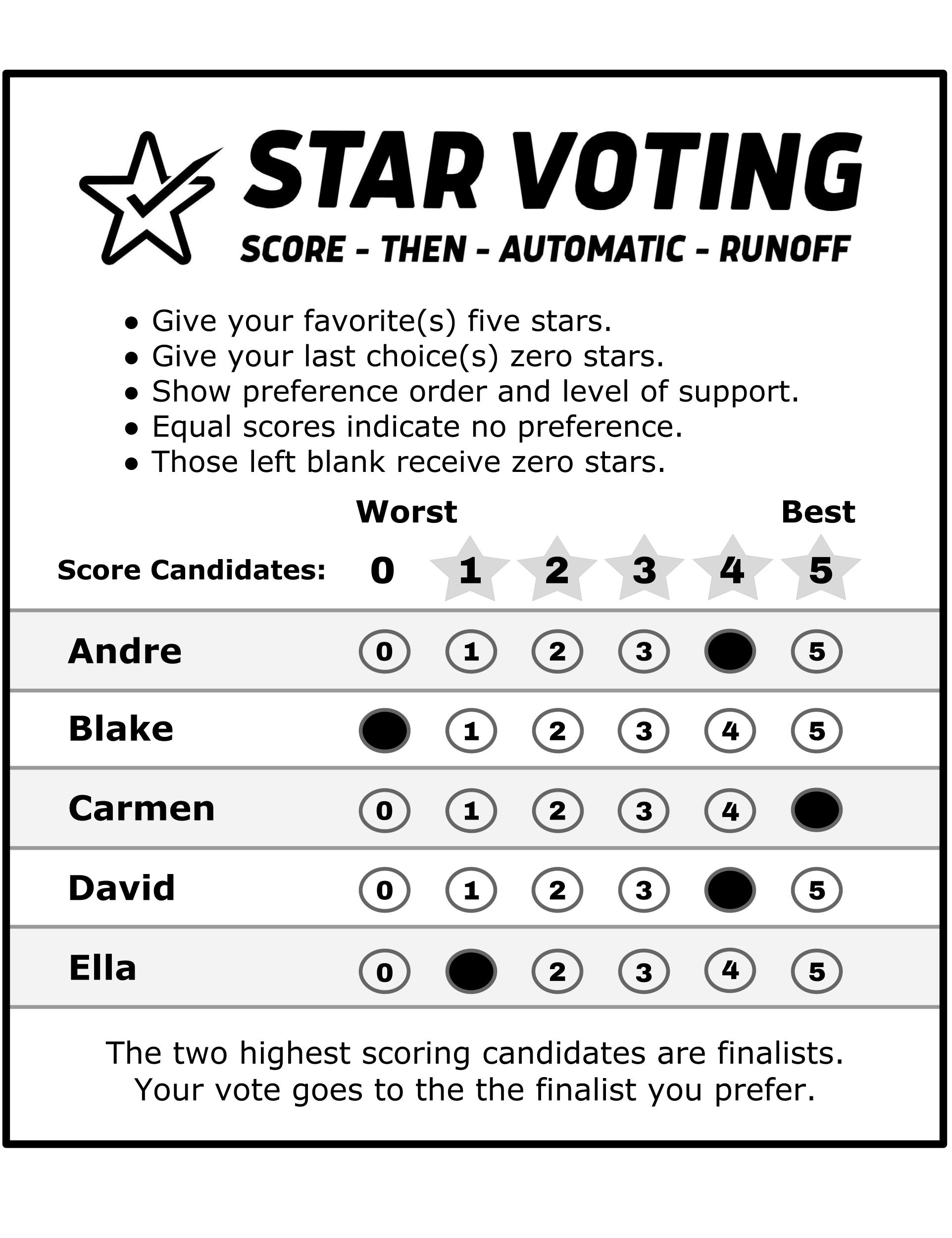
A STAR szavazólap

A STAR szavazás egy választási rendszer, amit egygyőzteses választásokhoz használnak, léteznek azonban változatai a több győztes kiválasztására is, köztük arányos képviselet elérése is. Angol neve egyrészt a „Score then Automatic Runoff” kifejezés rövidítése, ami a rendszer működését írja le: "Pontozás, majd automatikus második forduló". Másrészt a név a csillagokkal való értékelésre (pl. 5 csillagos szálloda) is utal, mivel egy pontozásos (kardinális) választási rendszerről van szó.
Működése a következő: A szavazók pontokat adnak a jelölteknek, majd a két, a legmagasabb összpontszámmal rendelkező döntős továbbjut a „virtuális második fordulóba” amelyet az a jelölt nyer, amelyet több szavazólapon részesítettek előnyben.

## Működése
A STAR szavazásnál a választók pontszámos avagy „értékelő” szavazólapot kapnak, amelyen minden szavazó minden jelöltet 0-tól 5-ig pontozhat, ahol a 0 a „legrosszabb” és az 5 a „legjobb” érték.
A döntő egy automatikusan számított második forduló, ahol azt választják győztesnek, aki több szavazaton magasabb pontszámot kapott.

## Használat
A koncepciót először 2014 októberében javasolta Mark Frohnmayer, és eredetileg score runoff votingnak (SRV) hívták. Az azonnali második fordulót azért vezették be, hogy csökkentsék a stratégiai ösztönzőket, amik a közönséges pontozásos szavazásban jelen vannak. Így a STAR szavazás a pontozásos szavazás (kardinális) és az azonnali többfordulós szavazás (rangsorolásos, azaz ordinális) szavazás hibridje.
A STAR szavazást megvalósító első mozgalom Oregonban jött létre, Eugene, Portland, Salem, Astoria és Ashland településen szervezetekkel. 2018 júliusában a támogatók több mint 16 000 aláírást adtak le egy szavazási kezdeményezéshez az oregoni Lane megyében, így a 2018. novemberi szavazáson a 20-290 szerepelt népszavzási kérdésként. Ez a népszavazás végül nem lett sikeres, a választók 47,6%-a igennel, 52,4%-a nemmel szavazott.
2019-ben a Multnomah Megyei Demokrata Párt minden belső választásra elfogadta a STAR szavazás használatát.
Eugene városában megkíséreltek egy 2020-as népszavazási kezdeményezést (itt 54%-os többség támogatta a 2018-as kezdeményezést), valamint szintén egy második kísérletet tettek Lane megyében és egy kezdeményezést Troutdale-ben, Oregonban. 2020. július 27-én, miután Eugene városi tanácsa 4-4 arányban patthelyzetbe került a városi választásokon a STAR szavazást lehetővé tévő intézkedésnek a 2020. novemberi népszavazásra utaló szavazásán, Lucy Vinis Eugene polgármester a döntő szavazatot az előterjesztés ellen adta, ami azt jelenti, hogy 2020-ban nem tartottak a kérdésben Eugene-ben népszavazást.
Az oregoni független párt a STAR szavazást használta a 2020-as előválasztásán. Az oregoni Demokrata Párt a STAR szavazást használta a 2020-as demokrata konvenció (jelölőgyűlés) küldöttei számára.

## Döntetlen
A szavazategyenlőség a STAR szavazásban is ritka, de mint minden szavazási módszernél, előfordulhat, különösen kevés szavazó esetén. A legtöbb esetben a STAR szavazásban a döntetlen feloldható a szavazólapokon szereplő preferenciák szerint. A pontozási fordulóban a döntetlent a több szavazó által preferált jelölt javára lehet ítélni. A második fordulóban a döntetlenek a magasabb pontszámot elért jelölt javára lehet eldönteni. Az a döntetlen, amik a fentiek szerint nem oldhatók fel, valódi döntetlennek, eredménytelen választásnak minősülnek.

## Variációk
A STAR szavazás használható több győzteses választásokon, mint a STAR blokkszavazásnál, vagy arányos képviseletet nyújtó arányos STAR szavazás, más néven STAR-PR használatával.
Arányos STAR szavazás: Minden szavazó az összes jelöltet pontozza egy 0-tól 5-ig terjedő skálán. Az eredményeket egy arányos STAR algoritmus segítségével táblázatba foglaljuk, például az allokált pontszám vagy a szekvenciálisan elköltött pontszám módszerrel.

## Tulajdonságok
A rangsorolós szavazási rendszerekkel ellentétben a STAR szavazás lehetővé teszi a szavazók számára, hogy különböző erősségű preferenciákat fejezzenek ki, bár a pontozásos szavazással ellentétben nem veszi figyelembe a szavazók preferenciájának erejét a 2 jelöltes választásokon.
A STAR szavazás teljesíti a monotonitási kritériumot, azaz a szavazat pontszámának emelése egy jelöltre soha nem ronthatja a nyerési esélyeit, a csökkentése pedig soha nem javíthatja az esélyeit. A feloldhatósági kritériumot is teljesíti (Tideman és Woodall változatában is).
Nem felel meg azonban a Condorcet-kritériumnak (azaz nem Condorcet-módszer), bár teljesen stratégiai szavazókkal és tökéletes információval a Condorcet-győztes győzelme egy erős Nash-egyensúlynak felel meg. Teljesíti viszont a Condorcet vesztes kritériumot és a többségi vesztes kritériumot.
Számos más kritériuma van, amelyeknek nem felel meg. Ezek közé tartozik a többségi kritérium, mivel nem biztos, hogy a második fordulóra a legmagasabban értékelt jelöltek egyikét a többség első helyen preferálja. Nem felel meg a kölcsönös többségi kritériumnak, bár minél több jelölt van a közös többségben, annál nagyobb az esély arra, hogy legalább az egyikük a két döntős közé kerül a második fordulóban, és ebben az esetben az egyikük nyer. Nem mindig elégíti ki a fordított szimmetriát (bár csak pontosan három jelölt esetében sérti meg).
Sérti még a részvételi, a következetességi és a klónok függetlensége (ahol a legmagasabb minősítésű jelölt bármely klónja majdnem azonos minősítést kaphat, és bekerülhet a második fordulóba, megelőzve a második legnépszerűbb nem klónt) kritériumokat.
Nem felel meg a "később nem árt" kritériumnak se, ami azt jelenti, hogy egy kevésbé preferált jelölt pozitív értékelése egy jobban preferált jelölt vesztét okozhatja.

### A STAR kritériumainak való megfelelés megvitatása
A FairVote, az azonnali többfordulós szavazást (IRV) támogató szervezet azzal érvel, hogy problémás, hogy a STAR nem teljesíti a többségi kritériumot és a „később nem árt” kritériumot. A STAR szószólói, megjegyezték, hogy a STAR megfelel a többségi kritérium enyhébb változatának, és mindig a többség által preferált döntőst választja (minden olyan szavazó közül, akik előnyben részesítik a döntősöket), és hogy a rendszer jobban egyensúlyozza a versengő, összeegyeztethetetlen „kedvenc elárulása” és a „később nem árt” kritériumokat, ami a szavazók nagyobb elégedettségét eredményezi, amint azt a szimulációk mutatják, amelyekben a STAR jobban teljesít, mint sok más módszer, beleértve az azonnali többfordulós szavazást (IRV).

## Fordítás
Ez a szócikk részben vagy egészben  a   STAR voting című angol Wikipédia-szócikk ezen változatának fordításán alapul.  Az eredeti cikk szerkesztőit annak laptörténete sorolja fel. Ez a jelzés csupán a megfogalmazás eredetét és a szerzői jogokat jelzi, nem szolgál a cikkben szereplő információk forrásmegjelöléseként.

## Kapcsolódó szócikk
- Demokrácia